# Charles Ancillon
Charles Ancillon (Metz, 28 de julho de 1659 – Berlim, 5 de julho de 1715) foi um jurista e diplomata francês.

## Biografia
Ancillon nasceu em Metz, em uma distinta família de huguenotes. Seu pai, David Ancillon (1617-1692), foi obrigado a deixar a França por ocasião da revogação do Édito de Nantes, e tornou-se pastor da comunidade de protestantes franceses em Berlim.
Ancillon estudou Direito em Marburgo, Filosofia e Teologia em Genebra (1674 e 1675). Completou seu doutorado na Universidade de Direito de Paris e recebeu o diploma de advogado, profissão que exerceu no Parlamento de Metz. A pedido dos huguenotes de Metz, defendeu suas causas na corte do rei Luís XIV, pedindo que eles pudessem manter seus privilégios, apesar da revogação do Édito de Nantes, mas seus esforços foram em vão, e se juntou ao seu pai em Berlim. Foi logo nomeado pelo Eleitor de Brandemburgo, Frederico III "juge et directeur de colonie de Berlin." Antes disso, havia publicado várias obras sobre a revogação do Édito de Nantes e as suas consequências, mas a sua capacidade literária era medíocre, seu estilo rígido e frio, e foi o seu caráter pessoal e não a sua reputação como escritor que lhe valeu o confiança do Eleitor.
Em 1687 Ancillon foi nomeado diretor da assim chamada Académie des nobles, o principal estabelecimento de ensino do Estado; mais tarde, como conselheiro de embaixada, participou das negociações que levaram à entrega do título de "Rei na Prússia" para o Eleitor de Brandemburgo. Em 1699, sucedeu Samuel Pufendorf como historiógrafo junto ao Eleitor, e no mesmo ano substituiu seu tio Joseph Ancillon como juiz de todos os refugiados franceses na Marca de Brandemburgo.
Ancillon é lembrado principalmente pelo que fez pela educação em Brandemburgo-Prússia, e a sua participação, em cooperação com Gottfried Leibniz, na fundação da Academia de Berlim. De suas numerosas obras, aquela de maior valor é a "Histoire de l'établissement des François réfugiez dans les États de Son Altesse Électorale de Brandebourg", publicada em Berlim em 1690.

## Publicações selecionadas
A Biographie universelle dos irmãos Michaud apresenta uma lista mais completa (dez títulos)  e dos irmãos Haag, outra mais completa (treze títulos).
- L'irrévocabilité de l'édit de Nantes prouvée par les principes du droit et de la politique, Amsterdã, 1688, in-12
- La France intéressée à rétablir l'édit de Nantes, Amsterdam, 1690, in-12, Publicado anonimamente
- Histoire de l'établissement des François réfugiez dans les États de Son Altesse Électorale de Brandebourg, Berlin, 1690, in-8, Dedicado ao Margrave Frederick III, que se tornará Frederick I da Prússia. Tradução alemã: Geschichte der Niederlassung der Réfugiés in den Staaten Seiner Kurfürstlichen Hoheit von Brandenburg. Berlim, 1939, 80 p.
- Histoire de la vie de Soliman II, empereur des Turcs, Leers, 1706, 270 p.
- Traité des eunuques, 1707.